# Nightwing (album)
Nightwing – piąty album studyjny szwedzkiej grupy blackmetalowej Marduk.
Materiał nagrano w studiu The Abyss, pomiędzy październikiem a listopadem roku 1997. Rok później w kwietniu album ukazał się na rynku nakładem Osmose Productions. Głównym tematem piosenek jest tutaj krew, a także podobnie, jak na albumie Panzer Division Marduk, wojna oraz tak jak na La Grande Danse Macabre – śmierć. Wraz z tymi albumami Nightwing tworzy trylogię Blood, War and Death, czyli wizję black metalu muzyków z Marduk.

## Lista utworów
Opracowano na podstawie materiału źródłowego.
Rozdział I - Dictionnaire Infernal
1. "Preludium" – 2:09
2. "Bloodtide (XXX)" – 6:43
3. "Of Hells Fire" – 5:22
4. "Slay the Nazarene" – 3:48
5. "Nightwing" – 7:34

Rozdział II – The Warlord of Wallachia
1. "Dreams of Blood and Iron" – 6:19
2. "Dracole Wayda" – 4:07
3. "Kaziklu Bey (The Lord Impaler)" – 4:02
4. "Deme Quaden Thyrane" – 5:06
5. "Anno Domini 1476" – 2:13

## Twórcy
Opracowano na podstawie materiału źródłowego.
| - Legion – śpiew - Morgan Håkansson – gitara elektryczna - B. War – gitara basowa - Fredrik Andersson – perkusja | - Peter Tägtgren – miksowanie, inżynieria dźwięku - Kris Verwimp - okładka - Stefan Danielsson - oprawa graficzna |

## Wydania
| Rok  | Nr katalogowy          | Format                          | Wydawca                  | Region            | Źródło |
| ---- | ---------------------- | ------------------------------- | ------------------------ | ----------------- | ------ |
| 1998 | OPCD 064               | CD, Album                       | Osmose Productions       | Francja           | [ 3 ]  |
| 1998 | OPCD 064               | CD, Album, Promo                | Osmose Productions       | Francja           | [ 3 ]  |
| 1998 | OPLP 064, OPLP 064 Ltd | LP, Album, Ltd, Num, Gat        | Osmose Productions       | Francja           | [ 3 ]  |
| 1998 | OPPIC 064              | LP, Album, Pic                  | Osmose Productions       | Francja           | [ 3 ]  |
| 1998 | 257                    | Cass, Album                     | Morbid Noizz Productions | Polska            | [ 3 ]  |
| 2002 | FO133CD                | CD, Album                       | Фоно                     | Rosja             | [ 3 ]  |
| 2002 | FO133MC                | Cass, Album                     | Фоно                     | Rosja             | [ 3 ]  |
| 2002 | MUT 037                | CD, Album                       | Mutilation Records       | Brazylia          | [ 3 ]  |
| 2008 | REG-CD-1045            | CD, Album, RE + DVD-V           | Regain Records US        | Stany Zjednoczone | [ 3 ]  |
| 2008 | BLOOD036               | CD, Album, RE, Ltd, Sli + DVD-V | Blooddawn Productions    | Szwecja           | [ 3 ]  |
| 2010 | BLOODLP 036            | LP, Album, Pic, Ltd, RE         | Blooddawn Productions    | Szwecja           | [ 3 ]  |
| 2010 | BLOODLP 036            | LP, Album, RE                   | Blooddawn Productions    | Szwecja           | [ 3 ]  |